# Municipio de Lauramie
El municipio de Lauramie (en inglés: Lauramie Township) es un municipio ubicado en el condado de Tippecanoe en el estado estadounidense de Indiana. En el año 2010 tenía una población de 2596 habitantes y una densidad poblacional de 18,54 personas por km².

## Geografía
El municipio de Lauramie se encuentra ubicado en las coordenadas 40°15′4″N 86°46′59″O / 40.25111, -86.78306. Según la Oficina del Censo de los Estados Unidos, el municipio tiene una superficie total de 140.05 km², de la cual 139,99 km² corresponden a tierra firme y (0,04 %) 0,06 km² es agua.

## Demografía
Según el censo de 2010, había 2596 personas residiendo en el municipio de Lauramie. La densidad de población era de 18,54 hab./km². De los 2596 habitantes, el municipio de Lauramie estaba compuesto por el 96,65 % blancos, el 0,39 % eran afroamericanos, el 0,19 % eran amerindios, el 0,19 % eran asiáticos, el 1 % eran de otras razas y el 1,58 % eran de una mezcla de razas. Del total de la población el 2,54 % eran hispanos o latinos de cualquier raza.